# Prost AP01
Der Prost AP01 war der Formel-1-Rennwagen von Prost Grand Prix für die Saison 1998. Er nahm an allen 16 Rennen der Saison teil.

## Technik und Entwicklung

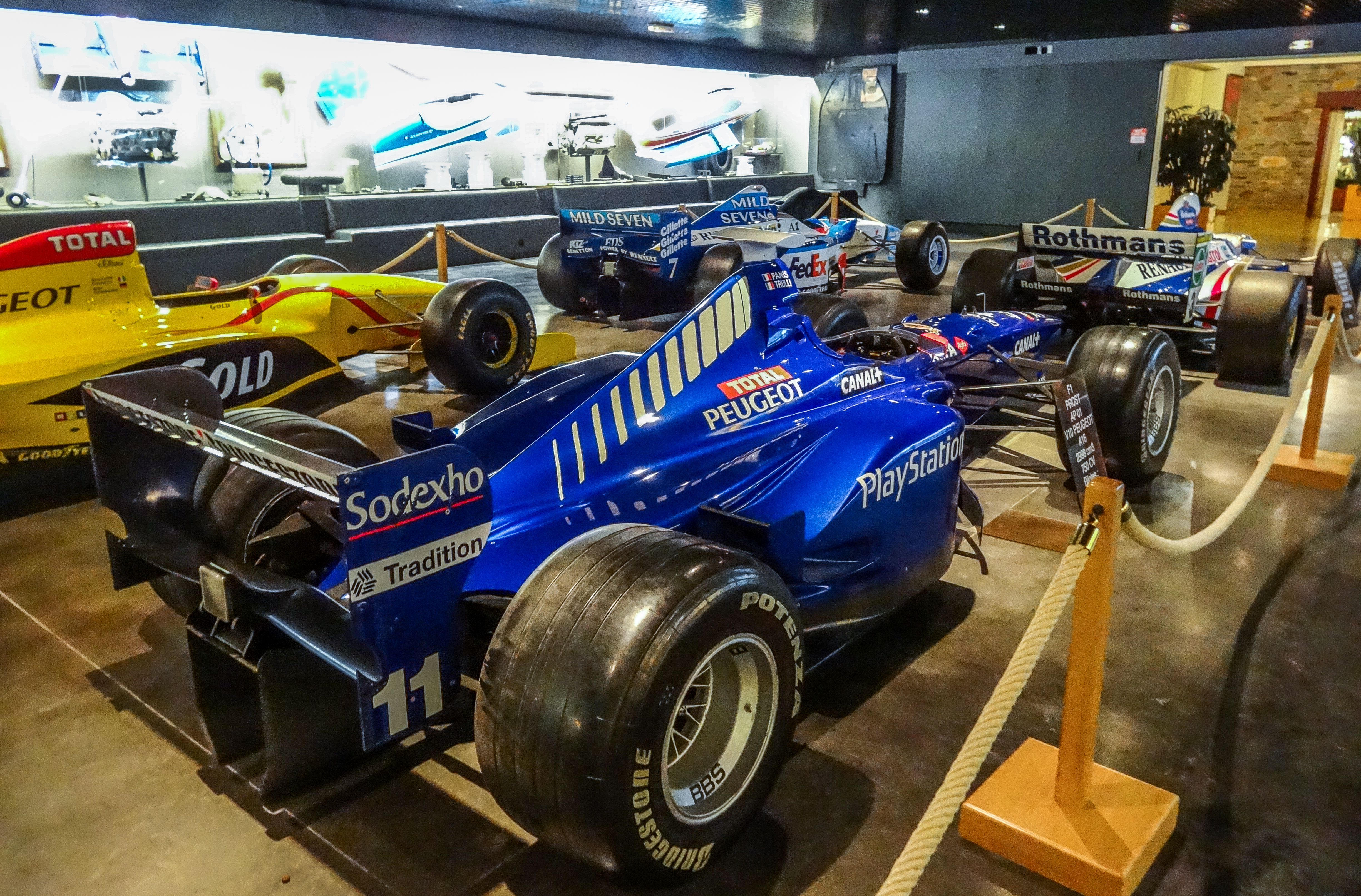
Der Heckflügel

Der AP01 war durch die neuen Bestimmungen nur mehr 1795 mm breit, 4135 mm lang und 948 mm hoch; der Radstand betrug 2795 mm. Als Motor wurde ein Peugeot-A16-Saugmotor mit zehn Zylindern und Vierventiltechnik eingesetzt. Er leistete rund 522 kW (700 PS). Als Höchstgeschwindigkeit erreichte der Wagen bis zu 340 km/h. Der Motor wog 125 kg und ist 620 mm lang, 512 mm breit und 393 mm hoch. Das Getriebe, entwickelt von George Ryton, war ein neues sequentielles Sechsgang-Halbautomatikgetriebe aus eigener Produktion. Die Räder waren vorn und hinten an Doppelquerlenkern mit Schubstreben aufgehängt. Die Bremsanlage hatte Kohlefaserscheiben von Brembo. Auf jeder Seite des Wagens befand sich ein Wasserkühler für den Motor und eine Extrakühlung für den Öltank. Für die ersten Rennen wurden sogenannte X-Wings eingesetzt, die jedoch nach dem Großen Preis von San Marino verboten wurden.

## Renngeschichte
Die Basis des Teams wurde von der alten Ligier-Fabrik in Abrest nach Guyancourt verlegt und konnte kurz vor Saisonbeginn eröffnet werden. Der neue Wagen wurde Mitte Januar wegen des Tabakwerbeverbots in Barcelona statt in Frankreich vorgestellt. Die Wintertestfahrten fanden auf der Rennstrecke in Magny-Cours statt. Dort wurden sofort das schlechte Handling, die mangelnde Zuverlässigkeit und das zu hohe Gewicht des Getriebes festgestellt; außerdem war der Wagen an der Hinterachse zu schwer. Der vorgeschriebene Crashtest wurde erst wenige Stunden vor der ersten Trainingseinheit in Australien erfolgreich absolviert; nachdem drei Versuche gescheitert waren.
Die Saison verlief für den französischen Rennstall unbefriedigend. Es wurde nur ein Punkt in der Weltmeisterschaft erreicht, erfahren durch Jarno Trulli in Belgien, und der neunte Platz vor Minardi und Tyrrell. Im Verlauf der Saison kamen die Fahrer insgesamt 19-mal nicht ins Ziel. Fünfmal waren der Motor oder individuelle Fehler und dreimal das Getriebe an den Ausfällen schuld.

## Lackierung und Sponsoring
Grundfarbe des AP01 war das traditionelle dunkle Blau mit schwarz-weißen Akzenten auf dem Heck- und Frontflügel. Hauptsponsor des Teams war die französische Zigarettenmarke Gauloises mit Werbeflächen auf dem Heckflügel, der Airbox und dem Frontflügel. Bei Rennen mit Tabakwerbeverbot wurde das Logo durch weiße Querstriche ersetzt. Auf der hinteren Seite des Heckflügels befand sich auf weißem Grund die Marke des Reifenlieferanten Bridgestone. Auf den Seitenkästen warb der japanische Elektronikkonzern Sony mit seiner Spielekonsole PlayStation, direkt darüber befanden sich die Namen des Motorherstellers Peugeot und des Treibstofflieferanten Total. Weitere Sponsoren waren 3M, Alcatel, BIC Group und Canal+.

## Fahrer
Fahrer waren wie im Vorjahr Olivier Panis und Jarno Trulli; als Testfahrer wurde der Franzose Stéphane Sarrazin nominiert, der zusammen mit Marcelo Battistuzzi in der Formel 3000 im Junior-Team von Prost teilnimmt.

## AP01B
Nach dem Großen Preis von Frankreich arbeitete der Rennstall an einer neuen und verbesserten Variante des AP01. Der modifizierte Wagen erhielt ein neues Getriebe, einen überarbeiteten Motor und das Gewicht an der Hinterachse wurde reduziert. Das neue Auto, von Alain Prost und den Einsatzfahrern Olivier Panis und Jarno Trulli in Magny-Cours und im Oktober in Katalonien getestet, wurde erstmals bei den freien Trainings und dem Qualifying in Japan von Trulli eingesetzt. Der Italiener bekam den neuen Wagen nicht, weil er der vom Team favorisierte Fahrer war, sondern weil es per Münzwurf zugunsten Trullis entschieden wurde. Im Qualifying konnte sich Trulli nur für den 14. Platz qualifizieren und bat daraufhin die Teamführung, wieder auf den alten AP01 zurückwechseln zu dürfen, was jedoch abgelehnt wurde. Im Warm-Up wurde der Wagen nach einem Unfall so stark beschädigt, dass er im Rennen nicht einsatzbereit war.

## Ergebnisse
| Fahrer                          | Nr.                             | 1   | 2   | 3  | 4   | 5  | 6   | 7   | 8   | 9   | 10  | 11 | 12  | 13  | 14  | 15  | 16 | Punkte | Rang |
| ------------------------------- | ------------------------------- | --- | --- | -- | --- | -- | --- | --- | --- | --- | --- | -- | --- | --- | --- | --- | -- | ------ | ---- |
| Formel-1-Weltmeisterschaft 1998 | Formel-1-Weltmeisterschaft 1998 |     |     |    |     |    |     |     |     |     |     |    |     |     |     |     |    | 1      | 9.   |
| O. Panis                        | 11                              | 9   | DNF | 15 | 11  | 16 | DNF | DNF | 11  | DNF | DNF | 15 | 12  | DNS | DNF | 12  | 11 | 1      | 9.   |
| J. Trulli                       | 12                              | DNF | DNF | 11 | DNF | 9  | DNF | DNF | DNF | DNF | 10  | 12 | DNF | 6   | 13  | DNF | 12 | 1      | 9.   |